# Орлово (Орловская область)
Орлово — деревня в Ливенском районе Орловской области России. 
Входит в Дутовское сельское поселение в рамках организации местного самоуправления и в Дутовский сельсовет в рамках административно-территориального устройства.

## География
Расположена в 14 км к северу от райцентра, города Ливны, и в 114 км к юго-востоку от центра города Орёл.
В 5 км к западу находится центр Дутовского сельского поселения (сельсовета) — село Семенихино.

## Население
| 2002 | 2010 |
| ---- | ---- |
| 369  | ↘327 |

Согласно результатам переписи 2002 года, в национальной структуре населения русские составляли 91 % от жителей.